# Otsuka Kazuyuki
Kazuyuki Otsuka (sinh ngày 7 tháng 7 năm 1982) là một cầu thủ bóng đá người Nhật Bản.

## Sự nghiệp câu lạc bộ
Kazuyuki Otsuka đã từng chơi cho Avispa Fukuoka và V-Varen Nagasaki.